# Dictyna denisi
Dictyna denisi är en spindelart som först beskrevs av Pekka T. Lehtinen 1967.  Dictyna denisi ingår i släktet Dictyna och familjen kardarspindlar.
Artens utbredningsområde är Niger. Inga underarter finns listade i Catalogue of Life.